# 秋田三一

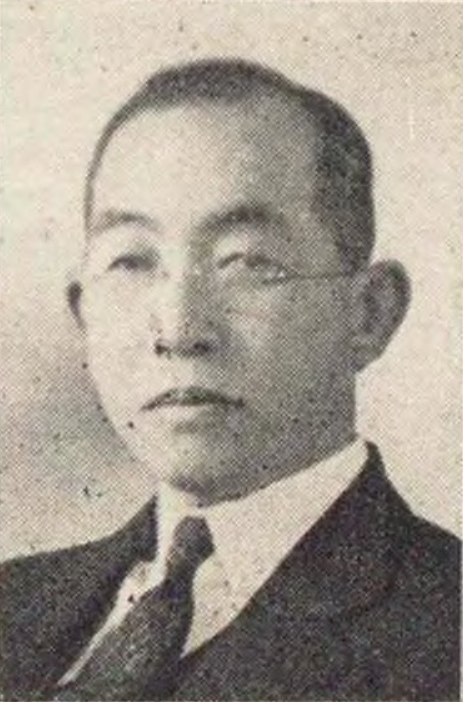
秋田三一

秋田 三一（あきた さんいち、旧姓・武光、1895年〈明治28年〉3月22日 - 1987年〈昭和62年〉9月18日）は、日本の政治家（貴族院議員）、山口県多額納税者、実業家。神戸近海汽船代表取締役。

## 経歴
山口県防府市出身。生家の武光家は防府天満宮で代々大宮司を務めた。武光信雄の三男で、下関の秋田寅之介の養子となる。山口県立山口中学校（現山口県立山口高等学校）、第五高等学校を経て、1918年（大正7年）、東京帝国大学法科大学法律学科（英法科）卒業。
三井銀行横浜支店に入り、彦島船渠常務取締役を経て秋田汽船に転じ、代表取締役となる。材木商海運貿易鉱業を営む。山口県多額納税者に列し、1939年（昭和14年）貴族院議員に互選され、同年9月29日から研究会に属して活動し、1947年（昭和22年）5月2日の貴族院廃止まで在任した。
戦後は、秋田商会会長、日本汽船社長、柏木体温計社長、山口県商工経済会会頭などを務めた。

## 人物
趣味は剣道、尺八。宗教は真宗。住所は兵庫県芦屋市平田町、山口県下関市東南部町（現南部町）。

## 家族・親族
秋田家
- 養父・寅之介（1875年 - 1953年、旧姓・秋富、秋田松次郎の養子、秋田商会社長[5]、山口平民、衆議院議員[7]）
- 妻・梅子（1899年 - ?、養父・寅之介の長女）[5][7]
- 長男・博正[2][4]（1918年 - 2011年）
  - 同妻（兵庫、八馬兼介の娘）[4]
- 次男・公正[11]（1921年 - 2016年、秋富久太郎の養子となる。）
  - 同妻・喜美子[12][11]（阿南惟幾の長女）

親戚
- 長男の妻の父・三代八馬兼介（八馬財閥当主、八馬汽船会長、神戸銀行頭取、貴族院議員）